# Justitium
Юстициум (лат. justitium, также iustitium) — институт римского права, предоставлявший должностным лицам Древнего Рима чрезвычайные полномочия. В результате этого происходила остановка судебных процессов и прекращение общественных мероприятий. Рассматривается как прообраз современного режима чрезвычайного положения, который предполагает ограничение прав и свобод граждан, юридических лиц, а также возложение на них дополнительных обязанностей.

## История

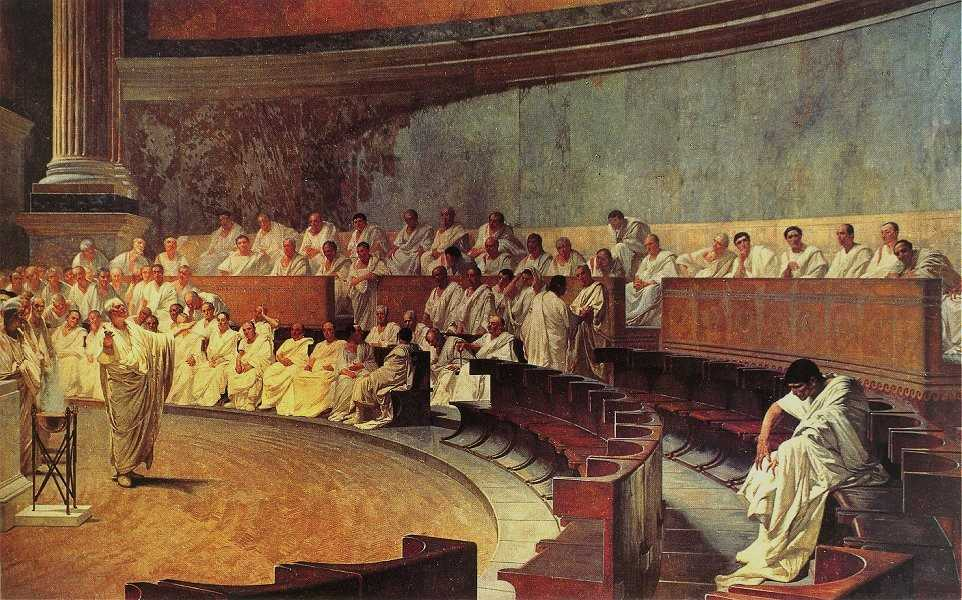
Чезаре Маккари. Цицерон произносит речь против Катилины. 1882—1888

Со времён гражданских войн в Древнем Риме (133—30 до н. э.) принималось специальное постановление сената (senatus consultum ultimum), также декрет сената о защите республики  (senatus consultum de re publica defendenda). Сенатусконсульт (буквально сенатский декрет) наделял римских магистратов (интеррексов, проконсулов, реже претора, народных трибунов) чрезвычайными полномочиями. Он принимался при возникновении внешней или внутренней опасности для существования республики и предоставлял установленным должностным лицам чрезвычайные полномочия, а в крайних случаях всем гражданам для «спасения государства». В частности, магистраты получали право приговаривать римских граждан к казни по законам военного времени, без права апелляции к народному собранию — так называемого provocatio ad populum.
Древнеримский историк Саллюстий при описании мер по борьбе с заговором Катилины формулирует эти полномочия следующим образом:

Это наибольшая власть, какую сенат, по римскому обычаю, предоставляет магистрату — право набирать войско, вести войну, применять к союзникам и гражданам всяческие меры принуждения в Городе и за его пределами и в походах обладать не только высшим империем, но и высшей судебной властью; в иных обстоятельствах, без повеления народа, консул не вправе осуществлять ни одного из этих полномочий.— Саллюстий. О заговоре Катилины. 29, 3.
. 
Основаниями для введения такого правого статуса были значительные бедствия, угрозы для государства, общественных возмущения. Он снимался после того, как эти причины прекращались. Впервые такие чрезвычайные меры были применены 10 декабря 121 до н. э. для борьбы с политическим деятелем Гаем Гракхом, когда сенат предоставил чрезвычайные полномочия его противнику консулу Луцию Опимию для подавления, возникших в Риме беспорядков. Плутарх в жизнеописании Гракхов писал: «Затем сенаторы вернулись в курию и вынесли постановление, предписывавшее консулу Опимию спасать государство любыми средствами». На основании этого Опимий произвёл репрессии в отношении сторонников Гракха на Авентинском холме, затем чрезвычайные трибуналы (квестии) казнили ещё около 3 000 человек. Немецкий юрист и философ Карл Шмитт указывал, что это был первый прецедент в политической истории Рима, если не учитывать более ранние «прообразы». После этого подобный сенатусконсульт неоднократно применялся как средство борьбы против внутренних противников вплоть до 40 года до н. э. Юридическим обоснованием введения такого положения было постановление сената, где указывалось: «пусть консулы следят, чтобы республика не потерпела какого-либо ущерба» (videant consules ne quid res publica detrimenti capiat). В этом случае им предоставлялось право выступить на защиту государства (rem publicam commendare, rem publicam defendere). В постреспубликанский период существования древней римской государственности юстициум вводился в период общественного траура, в случае смерти членов императорской семьи.
Немецкий историк Теодор Моммзен трактовал сенатусконсульт как фактическое объявление внутренних врагов государства словно противников на войне. Однако другие исследователи указывали, что это два разных состояния. По наблюдению Джорджо Агамбена, юстициум «означал приостановление не только действий судебных властей, но и права как такового». По мнению некоторых исследователей, термин юстициум происходит от Juris Statio. Агамбен указывая, что justitium буквально означает «остановка права», «остановка, временное приостановление права» писал, что он восходит к solstitium (солнцестояние), sicut solstitium dicitur, что означает, что «закон стоит на месте, как солнце в день солнцестояния».